# Indicatifs régionaux 503 et 971

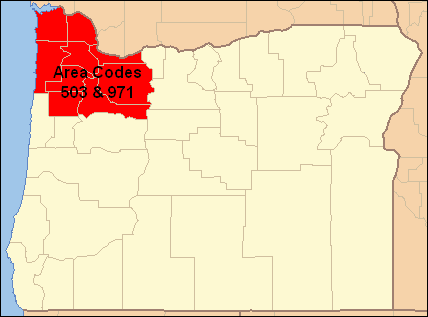
Carte de l'État de l'Oregon avec la région desservie par les indicatifs régionaux 503 & 971 en rouge

Les indicatifs régionaux 503 et 971 sont les indicatifs téléphoniques régionaux qui desservent le nord-ouest de l'État de l'Oregon aux États-Unis.
Les indicatifs régionaux 503 et 971 font partie du Plan de numérotation nord-américain.

## Villes desservies par les indicatifs
- Portland
- Salem
- McMinnville
- Tillamook
- Astoria
- ainsi que les régions entre ces villes

## Historique des indicatifs régionaux de l'Oregon
L'indicatif 503 est l'un des indicatifs originaux du Plan de numérotation nord-américain. En 1947, l'indicatif couvrait tout l'État de l'Oregon.
Le 5 novembre 1995, une scission de l'indicatif 503 a créé l'indicatif 541. L'indicatif 503 a été réduit à la partie nord-ouest de l'État alors que l'indicatif 541 couvrait le reste de l'État.
Le 1er octobre 2000, l'indicatif 971 a été introduit par chevauchement de l'indicatif 503. À cette époque, l'indicatif 971 ne couvrait pas les comtés de Clatsop et de Tillamook. Ces comtés ont été inclus dans le territoire de l'indicatif le 27 avril 2008.
Le 10 février 2010, l'indicatif 458 a été introduit par chevauchement de l'indicatif 541.